# Ratburella unipunctata
Ratburella unipunctata är en insektsart som beskrevs av K. Ramakrishnan och Menon 1973. Ratburella unipunctata ingår i släktet Ratburella och familjen dvärgstritar. Inga underarter finns listade i Catalogue of Life.